# Hot Pants
Hot Pants är ett musikalbum av James Brown lanserat 1971. Albumet var hans trettiosjunde album och det första han gjorde för skivbolaget Polydor efter att ha lämnat sitt gamla skivbolag King. Albumets titelspår blev en av Browns större hitsinglar i USA och albumet sålde också bra, det nådde plats 22 på Billboard 200-listan.

## Låtlista
1. "Blues & Pants" - 9:39
2. "I Can't Stand It" - 4:37
3. "Escape-ism, Pt. 1" - 3:18
4. "Escape-ism, Pt. 2" - 4:10
5. "Hot Pants (She Got To Use What She Got To Get What She Wants)" - 8:42